# Scissor Sisters
De Scissor Sisters is een Amerikaanse popgroep. De band werd opgericht in 2001 en ging in 2012 voor onbepaalde tijd uit elkaar. De stijl van de Scissor Sisters is voornamelijk glamrock die soms teruggrijpt naar de jaren 70 en 80.

## Biografie
De band ontstond in 2001 onder de oorspronkelijke naam Dead Lesbian and the Fibrillating Scissor Sisters. Deze naam werd later om praktische redenen ingekort tot Scissor Sisters, tevens de naam van een lesbische seksuele positie.
De groep werd voor het eerst opgemerkt in 2002, dankzij hun discoversie van Comfortably numb van Pink Floyd. Dit nummer was aanvankelijk slechts verschenen als B-kant op hun eerste single Electrobix, maar werd een succes in discotheken en zorgde ervoor dat de groep een platencontract kreeg bij Polydor. Omdat de aandacht vooral uit Europa kwam, besloot de groep zich vooral op dat continent te focussen. Eind 2003 stonden de Scissor Sisters met de single Laura voor het eerst in de Britse, Ierse en Australische hitlijsten.
Het debuutalbum, simpelweg Scissor Sisters genaamd, verscheen in 2004 en bevatte naast Comfortably numb en Laura nog drie singles: Take your mama, Mary en Filthy / Gorgeous. Laatstgenoemde single werd een nummer 1-hit in de Amerikaanse dancecharts, terwijl Take your mama een bescheiden succes kende in diverse Europese landen. Het album bereikte de nummer 1-positie in het Verenigd Koninkrijk en Ierland.
In september 2006 brachten de Scissor Sisters hun tweede album uit: Ta-dah. De hiervan afkomstige single I don't feel like dancin' groeide uit tot een wereldhit, die de nummer 1-positie behaalde in onder meer Duitsland, Australië, het Verenigd Koninkrijk en Vlaanderen. Een doorbraak in hun thuisland, de Verenigde Staten, kwam er echter niet.
In 2010 werd het derde album Night work uitgebracht, in 2012 gevolgd door het vierde album Magic hour. Met deze platen had de groep vooral in het Verenigd Koninkrijk nog succes. In 2012 kondigden de Scissor Sisters een tijdelijke pauze aan, waarbij de leden benadrukten dat dit geen definitief einde van de groep betekende. In 2017 verscheen de single Swerlk, een samenwerking met de Amerikaanse zangeres MNDR.

## Bandleden
De bandleden met hun bandnamen en officiële naam.
- Jake Shears (Jason Sellards) (zang)
- Del Marquis (Derek Gruen) (gitaar)
- Ana Matronic (Ana Lynch) (zang, performance (dans en dergelijke))
- Babydaddy (Scott Hoffman) (bass/keyboard)
- Paddy Boom (Patrick Secore) (drum) (2001-2008)
- Randy Real (Randy Schrager) (drum)

De leden van de band zijn, op Paddy Boom en Ana Matronic na, homoseksueel.

## Discografie

### Albums
| Album met eventuele hitnotering(en) in de Nederlandse Album Top 100 | Datum van verschijnen | Datum van binnenkomst | Hoogste positie | Aantal weken | Opmerkingen |
| ------------------------------------------------------------------- | --------------------- | --------------------- | --------------- | ------------ | ----------- |
| Scissor Sisters                                                     | 03-05-2004            | 15-05-2004            | 67              | 3            |             |
| Ta-dah                                                              | 15-09-2006            | 23-09-2006            | 11              | 25           |             |
| Night work                                                          | 25-06-2010            | 03-07-2010            | 29              | 5            |             |
| Magic hour                                                          | 25-05-2012            | 02-06-2012            | 68              | 1            |             |

| Album met hitnotering(en) in de Vlaamse Ultratop 200 albums | Datum van verschijnen | Datum van binnenkomst | Hoogste positie | Aantal weken | Opmerkingen |
| ----------------------------------------------------------- | --------------------- | --------------------- | --------------- | ------------ | ----------- |
| Scissor Sisters                                             | 2004                  | 06-03-2004            | 81              | 11           |             |
| Ta-dah                                                      | 2006                  | 23-09-2006            | 7               | 22           |             |
| Night work                                                  | 2010                  | 03-07-2010            | 43              | 6            |             |
| Magic hour                                                  | 2012                  | 02-06-2012            | 72              | 6            |             |

### Singles
| Single met eventuele hitnotering(en) in de Nederlandse Top 40 | Datum van verschijnen | Datum van binnenkomst | Hoogste positie | Aantal weken | Opmerkingen                 |
| ------------------------------------------------------------- | --------------------- | --------------------- | --------------- | ------------ | --------------------------- |
| Laura                                                         | 2003                  | -                     |                 |              |                             |
| Comfortably numb                                              | 2004                  | 28-02-2004            | tip2            | -            | Nr. 84 in de Single Top 100 |
| Take your mama                                                | 2004                  | 22-05-2004            | tip12           | -            | Nr. 80 in de Single Top 100 |
| Mary                                                          | 2004                  | -                     |                 |              |                             |
| Filthy / Gorgeous                                             | 2005                  | -                     |                 |              |                             |
| I don't feel like dancin'                                     | 04-09-2006            | 16-09-2006            | 2               | 22           | Nr. 2 in de Single Top 100  |
| Land of a thousand words                                      | 04-12-2006            | 02-12-2006            | tip5            | -            | Nr. 60 in de Single Top 100 |
| She's my man                                                  | 05-03-2007            | 03-03-2007            | tip6            | -            | Nr. 94 in de Single Top 100 |
| Kiss you off                                                  | 2007                  | -                     |                 |              |                             |
| Fire with fire                                                | 2010                  | 12-06-2010            | tip11           | -            | Nr. 97 in de Single Top 100 |
| Only the horses                                               | 13-05-2012            | -                     |                 |              |                             |

| Single met hitnotering(en) in de Vlaamse Ultratop 50 | Datum van verschijnen | Datum van binnenkomst | Hoogste positie | Aantal weken | Opmerkingen                |
| ---------------------------------------------------- | --------------------- | --------------------- | --------------- | ------------ | -------------------------- |
| Comfortably numb                                     | 2004                  | 10-04-2004            | 39              | 6            |                            |
| I don't feel like dancin'                            | 2006                  | 16-09-2006            | 1(7wk)          | 25           | Nr. 1 in de Radio 2 Top 30 |
| Land of a thousand words                             | 2006                  | 13-01-2007            | tip4            | -            |                            |
| She's my man                                         | 2007                  | 31-03-2007            | tip3            | -            |                            |
| Fire with fire                                       | 2010                  | 24-07-2010            | 48              | 1            |                            |
| Only the horses                                      | 2012                  | 23-06-2012            | 37              | 3            |                            |
| Baby come home                                       | 2012                  | 18-08-2012            | tip22           | -            |                            |

### Dvd's
- We are Scissor Sisters & so are you (2004)

Ook is de band live te zien op de dvd van Live 8 uit 2005.

### NPO Radio 2 Top 2000
Van Scissor Sisters stond alleen I Don't Feel Like Dancin' in 2007 in de NPO Radio 2 Top 2000, op plek 1409.